# WEC 40
WEC 40: Torres vs. Mizugaki foi um evento de MMA promovido pelo World Extreme Cagefighting em 5 de Abril de 2009 no UIC Pavilion em Chicago, Illinois. O evento foi transmitido no Versus.

## Background
Esse foi o primeiro evento do WEC que tiveram apenas lutas nos pesos leves, penas, e galos. As categorias de peso acima dos leves foram colocadas no UFC. Essas categorias de peso se mantiveram até o fim da organização.
O Campeão dos Galos do WEC Miguel Torres era esperado para enfrentar Brian Bowles no evento, porém Bowles foi forçado a se retirar devido a lesão, e foi substituído pelo estreante Takeya Mizugaki. O combate entre Torres e Bowles foi remarcado para o WEC 42 em Agosto.
Estudos iniciais apontavam que Wagnney Fabiano enfrentaria o ex-Campeão do WEC nos Penas Urijah Faber, porém mais tarde foi anunciado que enfrentaria Fredson Paixão.
Anthony Pettis era esperado para fazer sua estréia no WEC contra Anthony Njokuani, porém foi retirado do card porque quebrou a mão e foi substituído por Bart Palaszewski.
Cole Province era esperado para enfrentar Rafael Dias no evento, porém foi forçado a se retirar devido a uma lesão e foi substituído por Mike Budnik.
A luta entre os Penas Cub Swanson e Diego Nunes era esperado para acontecer nesse card, porém a luta foi cancelada porque Nunes teve uma lesão na mão três dias antes do evento.

## Resultados

### Card Preliminar
- Luta de Peso Pena:  Rafael Dias vs.  Mike Budnik

Dias venceu por Decisão Unânime (30–27, 29–28 e 29–28)
- Luta de Peso Galo:  Akitoshi Tamura vs.  Manny Tapia

Tamura venceu por Decisão Unânime (29–28, 29–28 e 29–28)
- Luta de Peso Galo:  Rani Yahya vs.  Eddie Wineland

Yahya venceu por Finalização (mata-leão) aos 1:07 do primeiro round.
- Luta de Peso Pena:  Wagnney Fabiano vs.  Fredson Paixão

Fabiano venceu por Decisão Unânime (30–27, 30–27 e 30–27)
- Luta de Peso Galo:  Dominick Cruz vs.  Ivan Lopez

Cruz venceu por Decisão Unânime Técnica (30–27, 30–27 e 29–28). Cruz aplicou uma joelhada ilegal com Lopez no chão aos 3:24 do terceiro round. Como Lopez foi incapaz de continuar, a luta foi para a decisão.
- Luta de Peso Leve:  Anthony Njokuani vs.  Bart Palaszewski

Njokuani venceu por Nocaute Técnico (socos) aos 0:27 do segundo round. A luta foi ao ar na tranmissão.

### Card Principal
- Luta de Peso Pena:  Raphael Assunção vs.  Jameel Massouh

Assuncao venceu por Decisão Unânime (30–27, 30–27 e 30–27)
- Luta de Peso Leve:  Ben Henderson vs.  Shane Roller

Henderson venceu por Nocaute Técnico (socos) aos 1:41 do primeiro round.
- Luta de Peso Galo:  Joseph Benavidez vs.  Jeff Curran

Benavidez venceu por Decisão Unânime (30–27, 30–27 e 29–28)
- Luta pelo Cinturão dos Galos:  Miguel Torres (c) vs.  Takeya Mizugaki

Torres venceu por Decisão Unânime (49–46, 49–46, 48–47) e manteve o Cinturão dos Galos.

## Bônus da Noite
Os lutadores foram premiados com o prêmio de $10,000.
- Luta da Noite (Fight of the Night):  Miguel Torres vs.  Takeya Mizugaki
- Nocaute da Noite (Knockout of the Night):  Anthony Njokuani
- Finalização da Noite (Submission of the Night):  Rani Yahya

## Referencias
1. ↑  Morgan, John (10 de Fevereiro de 2009). «WEC 40 to be held in Chicago; headlined by Torres vs. Bowles». mmajunkie.com
2. ↑  «Cópia arquivada». Consultado em 17 de dezembro de 2012. Arquivado do original em 28 de fevereiro de 2009
3. ↑  http://mmajunkie.com/news/13966/wagnney-fabiano-to-meet-fredson-paixao-not-urijah-faber-at-wec-40.mma
4. ↑  http://mmajunkie.com/news/14380/mike-budnik-replaces-cole-province-at-wec-40-torres-vs-mizugaki.mma
5. ↑  http://mmajunkie.com/news/14447/with-nunes-hurt-swansons-wec-40-fight-off-love-for-deep-dish-pizza-on.mma
6. ↑  http://mmajunkie.com/news/14477/wec-40-torres-vs-mizugaki-prelim-card-live-and-official-results.mma
7. ↑  «WEC 40: Torres, Mizugaki, Njokuani and Yahya earn $10K bonuses». mmajunkie.com. 6 de Abril de 2009